# Isak Schullström

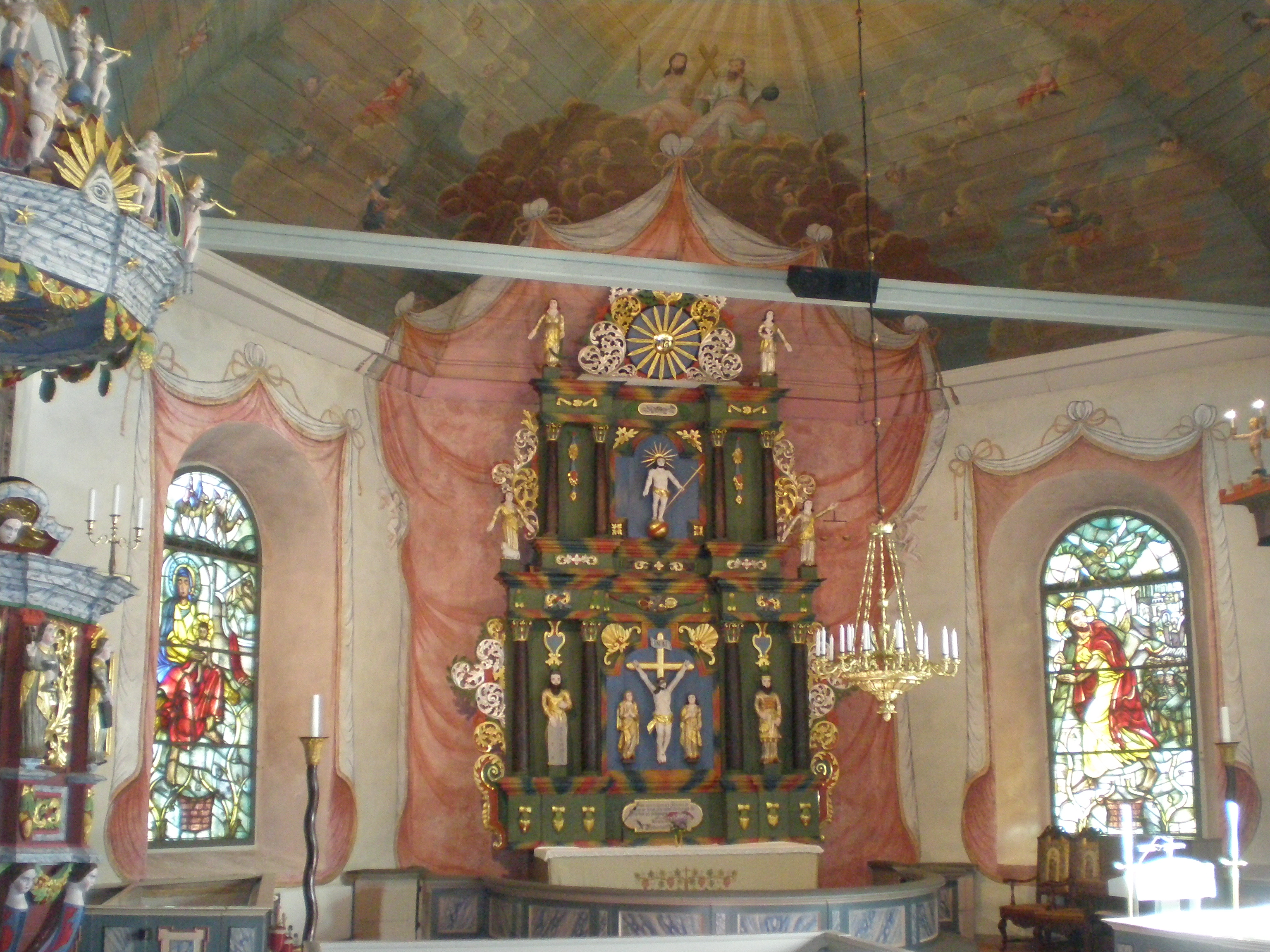
Koret i Gräsmarks kyrka med altaruppsats utförd av Isak Schullström.

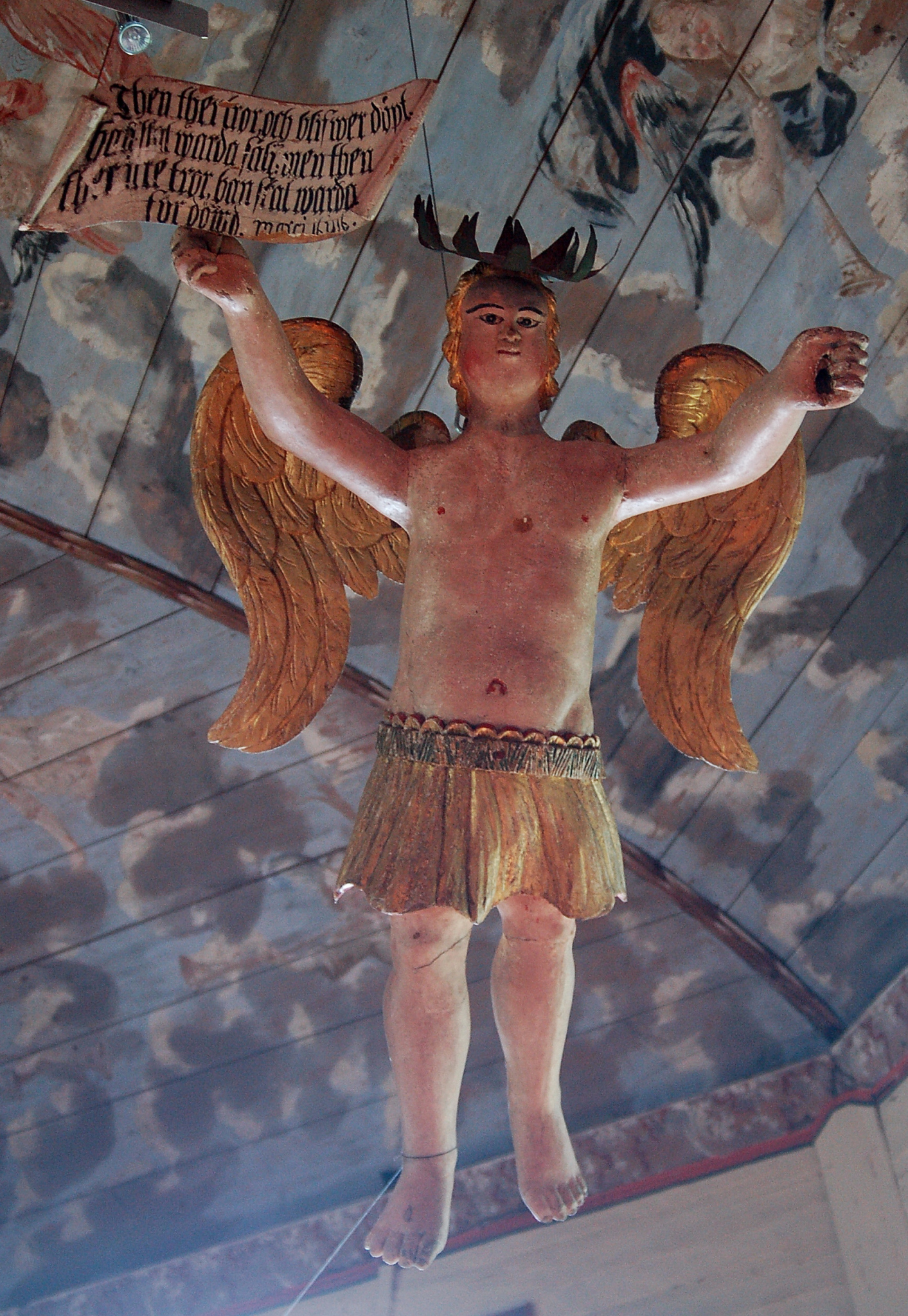
Dopängel i Nysunds kyrka utförd av Isak Schullström 1759

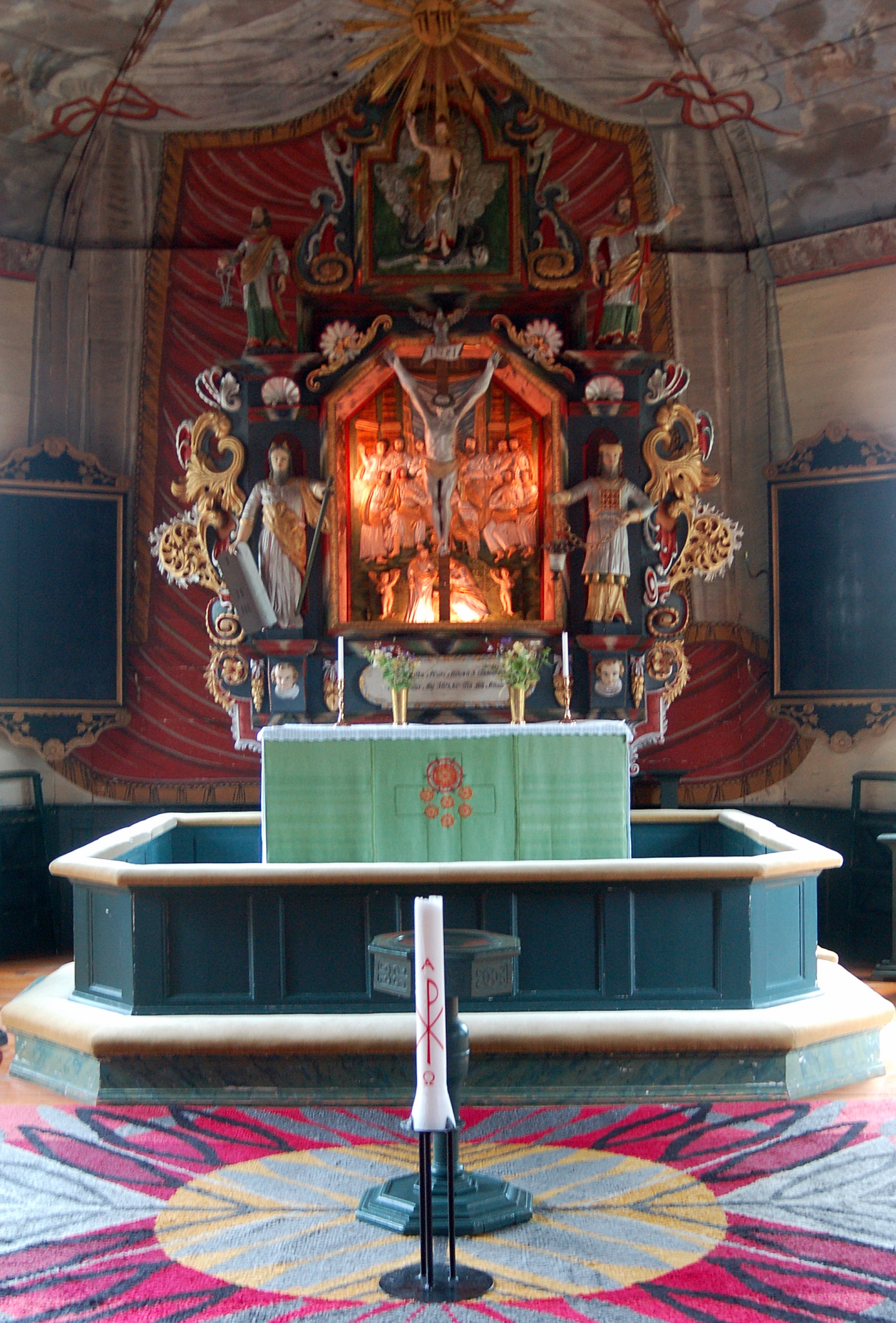
Altaruppsatsen i Nysunds kyrka, tillverkad av Bengt Svensson 1694, ommålad och kompletterad av Isak Schullström på 1750-talet.

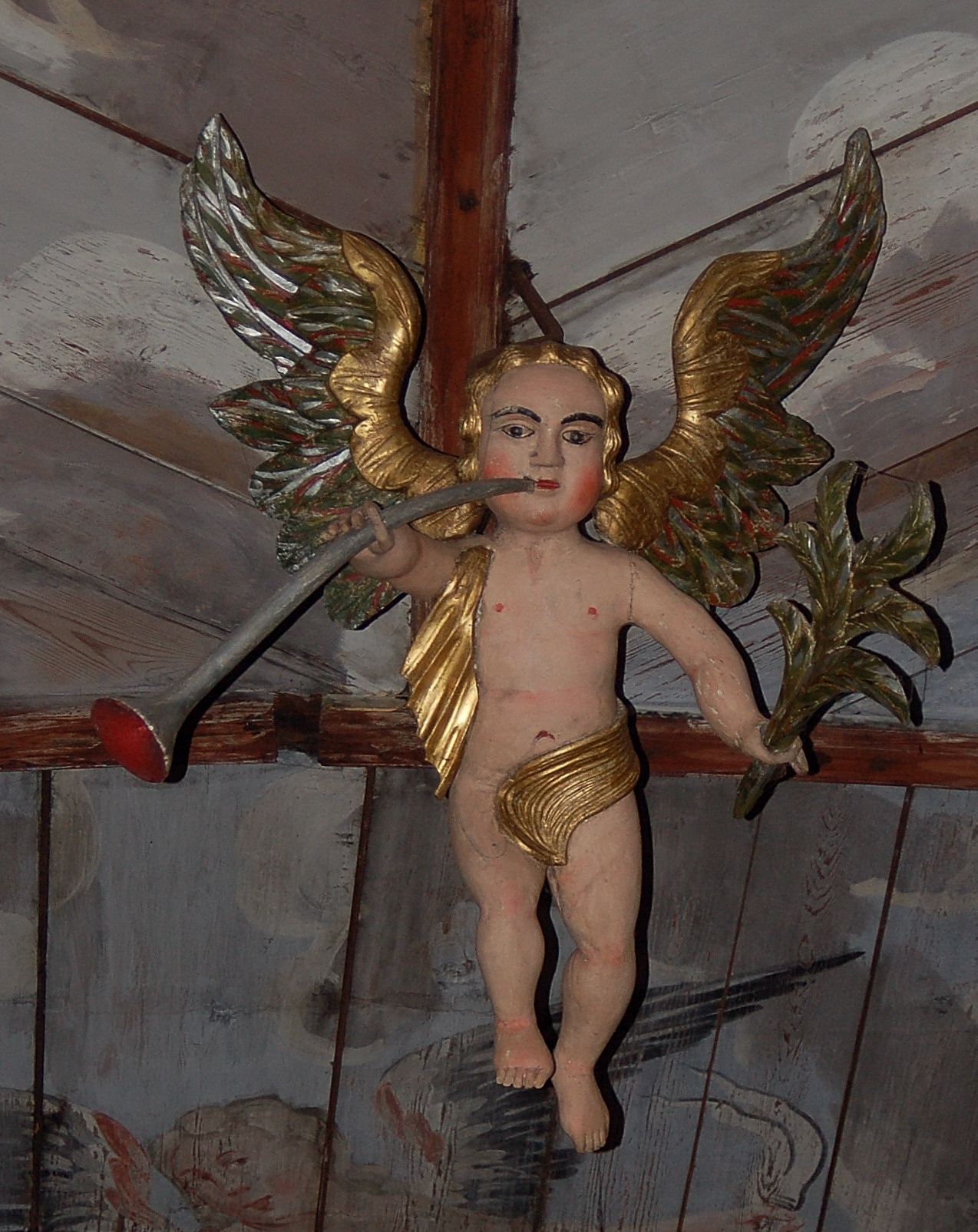
En av fyra basunblåsande putti med palmblad, tillverkade för taket i Nysunds kyrka 1759 av Isak Schullström.

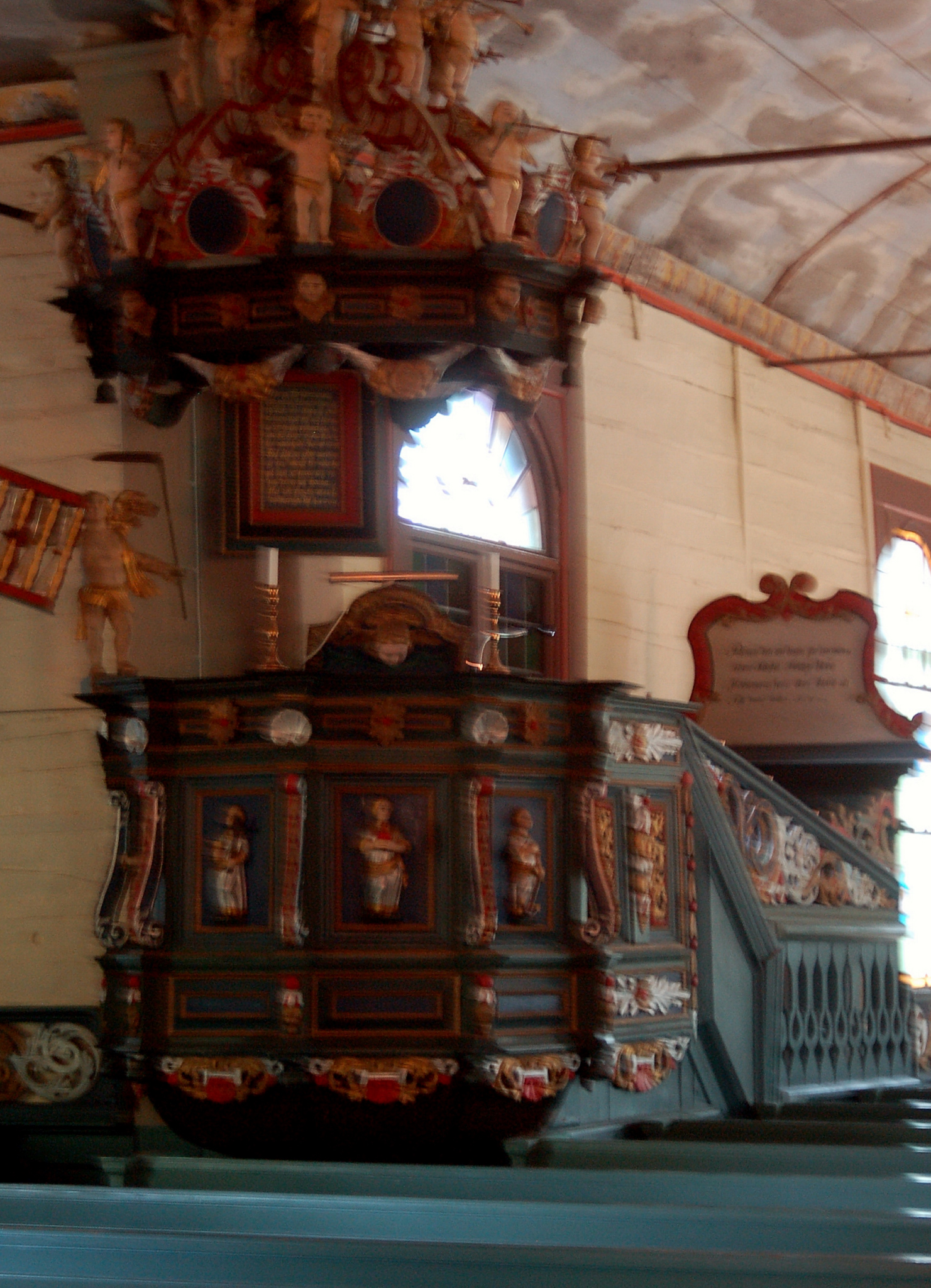
Predikstol i Nysunds kyrka, tillverkad av Bengt Svensson och förbättrad av Isak Schullström.

Isak Schullström (även Isac Schiullström eller Isaac Schullerström), född 1712 i Tyskland som Isak Schultz, död 15 oktober 1778 i Svanskog, var en svensk bildhuggare.

## Biografi
Isak Schullström föddes i Tyskland 1712 som Isak Schulz. Gift två gånger, 1:a gift 1737 med Cajsa Wedulin, dotter till bildhuggaren Bengt Wedulin och 2:a gift med Brita Larsdotter Wenholm (okänt år). 6 barn i första äktenskapet: Bl.a. Anders, född 16 september 1754 i Karlstad och 4 barn i andra äktenskapet: bl.a. Johan Hindrik, född 2 mars 1774 i Svanskog i Värmland. När Isak Schultz kom till Sverige och ändrade sitt namn till Schullström är inte känt. 1736 erhåller han burskap i Karlstad, där han stannar tills han 1764 flyttar till Svanskogs socken i sydvästra Värmland. 1778 dör Isak Schullström på gården Rållsbyn i Svanskog.

## Konstnärlig verksamhet
Isak Schullström var verksam i Karlstad under första hälften av 1700-talet och levererade främst arbeten till uppdragsgivare i Karlstads stift. Sammanlagt har han utfört arbeten i 32 kyrkor i Värmland och Dalsland. Hans vanligaste uppdrag bestod av altartavlor, predikstolar och andra former kyrkoinredning, exempelvis dopänglar och änglar med psalmnummertavlor. 
Schullströms första kända arbete var altaruppsatsen i Östra Fågelviks kyrka i Värmland, som han som 23-åring 1735 utförde tillsammans med sin blivande svärfar Bengt Wedulin.
Den stil som Isak Schullström skapade i är en provinsiell senbarock, ofta kallad "bondbarock". Hans verk skapades som praktpjäser i kyrkorummen och var ofta överlastade med dekorativa blomgirlander och akantusslingor. Schullströms altaruppsatser var uppbyggda i en eller två våningar, beroende på kyrkorummets höjd, och krönta av ett överstycke med en strålande sol. Varje våning hade ett centralt motiv föreställande en biblisk scen, omgiven av pelare. Centralmotiven flankerades av profet- och apostlagestalter, som Mose, Aron och Johannes Döparen. Även predikstolarna skapades i denna uttrycksfulla stil och liksom altaruppsatserna kröntes de ofta av putti och basunblåsande änglar.

### Elever
- Erik Grund (1742–1816)

## Verk i urval
- Altaruppsats i Östra Fågelviks kyrka (1735)
- Predikstol i Gunnarskogs kyrka (1738)
- Predikstol i Glava kyrka (1738)
- Altaruppsats i Gunnarskogs kyrka (1739)
- Predikstol i Mikaelikyrkan, Arvika (1739)
- Altaruppsats och predikstol i Högeruds kyrka (1740)
- Altaruppsats i Gunnarsnäs kyrka (1740)
- Predikstol i Svanskogs kyrka (1742)
- Predikstol i Holms kyrka, Dalsland (troligen 1742)
- Altaruppsats och prediktstol i Järnskogs kyrka (1746)
- Dopängel i Grums kyrka (1746)
- Altaruppsats i Gräsmarks kyrka (1753)
- Änglaskulpturer i Västra Ämterviks kyrka (1755)
- Altaruppsats i Mangskogs kyrka (1757)
- Altaruppsats i Älgå kyrka (1758)
- Predikstol i Nordmarks kyrka (1758-59)
- Skulpturer av Mose och Aron i Nordmarks kyrka (1759)
- Basunblåsande putti, dopängel, komplettering av altartavla och predikstol i Nysunds kyrka (1759)
- Predikstol, skulpturer, änglar med psalmnummertavlor, samt ombyggnation av altaruppsats i Skålleruds kyrka (1760-talet)
- Altaruppsats i Mikaelikyrkan, Arvika (1765)
- Predikstol i Ärtemarks kyrka (1767)
- Altaruppsats i Laxarby kyrka (1769)
- Änglar i Fröskogs kyrka (1770)
- Altaruppsats, predikstol, änglar med psalmnummertavlor i Brålanda kyrka (1777)
- Predikstol och ombyggnation av altaruppsats i Fryksände kyrka (1778)
- Ljudtak till predikstol i Älgå kyrka (okänt år)
- Änglar med psalmnummertavlor i Långseruds kyrka (okänt år)